# 罗伯特·格雷 (探险家)
罗伯特·格雷（英語：Robert Gray，1755年5月10日—1806年7月），美国商人、探险家。
格雷出生于罗得岛州蒂弗頓，美国独立战争时服役于大陆军海军。后于1790年成为第一位进行环球航行的美国船長。他最為人熟知的是在1792年第二次航行時，在北美的太平洋沿岸发现了哥伦比亚河。